# 吉野村 (岐阜県)
吉野村（よしのむら）はかつて岐阜県郡上郡に存在した村である。
現在の郡上市八幡町吉野に該当する。
長良川の東岸の村であった。

## 歴史
- 1875年（明治8年） - 千虎村、東乙原村、名津佐村が合併し、吉野村となる。
- 1889年（明治22年）7月1日 - 町村制により、吉野村が発足。
- 1897年（明治30年）4月1日 - 相生村、西乙原村、那比村、稲成村、安久田村と合併し、相生村発足。同日吉野村は廃止。